# حیات وحش جمهوری دموکراتیک کنگو

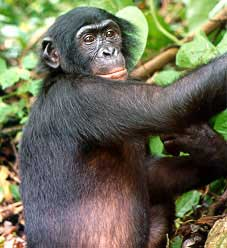
جمهوری دموکراتیک کنگو تنها کشوری در دنیا است که در آن بونوبوها در طبیعت وحشی یافت می‌شوند.

حیات وحش جمهوری دموکراتیک کنگو شامل گیاگان و زیاگان این کشور است که تنوع زیستی بزرگی را در جنگل‌های بارانی، جنگل‌هایی که فصلی سیل‌زده می‌شوند و علفزارها تشکیل می‌دهند. این سرزمین یکی از ۱۷ کشور دارای تنوع زیستی کلان محسوب می‌شود و یکی از غنی‌ترین کشورهای قاره آفریقا از گیاگان است. جنگل‌های بارانی آن مأمن بسیاری گونه‌های بوم‌زاد مانند شامپانزه و بونوبو هستند. این کشور جایگاه بیشتر از ۱۰٬۰۰۰ نوع گیاه، ۶۰۰ گونه الوار و همچنین ۱٬۰۰۰ گونه پرنده، ۲۸۰ گونه خزنده و ۴۰۰ گونه پستاندار شامل فیل جنگلی، گوریل، گاومیش جنگلی آفریقایی، گورگوزن و گور زرافه است. بسیاری از این گونه‌های حیات وحش مانند گوریل‌های بزرگ سرزمین‌های پست و شامپانزه‌ها در معرض تهدید هستند.